# Эндор (Звёздные войны)
Эндор или покрытый лесами спутник Эндора — вымышленный космический объект из вселенной «Звёздных войн». Фигурирует в эпизоде — «Возвращение джедая», а также в ряде других произведений — фильмов, книг и игр расширенной вселенной. Также известен как  Заповедная луна.

## Создание
Впервые перед зрителями данный объект предстал в заключительном эпизоде классической трилогии, вышедшем на экраны в 1983 году. Там он фигурировал как луна Эндора. Однако в последующих произведениях, увидевших свет позже, но описывающих события, происходившие на спутнике между пятым и шестым эпизодами, он сам называется «Эндор».
Съёмки сцен, разыгрывавшихся на спутнике, проходили в Красном лесу (Калифорния), где проживает индейское племя мивоков; по имени данного племени была названа выдуманная Джорджем Лукасом раса существ, обитающих на луне Эндора — эвоки. Первоначально, по задумке создателей фильма, сцены из шестого эпизода должны были происходить на планете вуки — Кашиике, однако затем Дж. Лукас переменил своё мнение и создал новую расу эвоков, проживающих на луне Эндора. В Красном лесу проходили съёмки ряда известных фильмов, однако самую большую известность ему принесли «Звёздные войны» и Эндор.

## Описание

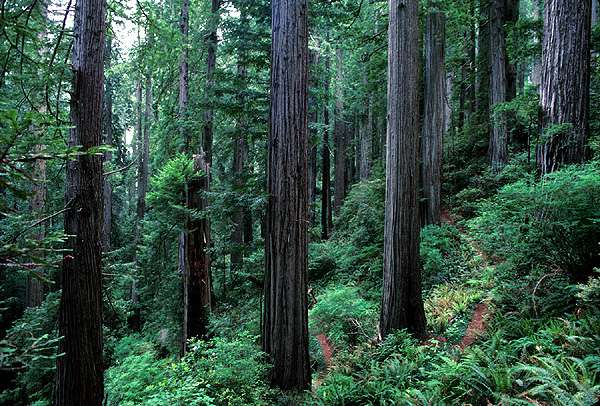
Лес, в котором происходили съёмки сцен на Эндоре.

Луна густо покрыта тропическими лесами. Она обращается вокруг небольшой красной планеты, которую зрители могут видеть только издалека. Однако в других кинофильмах, действие которых разворачивается на луне Эндора, мы уже видим газовый гигант, вокруг которого и обращается спутник.
Помимо эвоков, согласно произведениям расширенной вселенной, на луне проживают различные полуразумные и неразумные существа. К фауне относятся:
- блуррги — огромные передвигающиеся на задних ногах травоядные рептилии, проявляют зачатки разумного мышления. Используются в качестве транспорта[4];
- бордоки — полуразумные существа, напоминающие лошадей[4];
- борры — хищные млекопитающие, охотятся на свою добычу парами[4];
- кондоры-драконы — большие хищники, летающие на крыльях подобно мифическим драконам[4];
- гораксы — плотоядные животные, ведущие одиночный образ жизни[5];
- джиджо — хищные летающие существа, строят гнёзда, куда в период размножения откладывают несколько яиц[4];
- ханадаки — плотоядные существа, внешне напоминающие приматов с фиолетовой шерстью и трёхцветным лицом[5];
- коррины — хищные существа, напоминающие по внешнему виду земных волков, но с красной или оранжевой шерстью в полоску[6];
- пони — используются эвоками[4];
- раггеры — грызуны, обитающие в лесах или покрытых растительностью равнинах[4];
- тики — вид существ, стоящих на низком уровне интеллектуального развития;
- темпторы — амфибии, проживающие в лесах;
- висти — маленькие человекоподобные существа, напоминающие фей.

К флоре можно отнести, в частности (помимо обычных растений): живые одуванчики — разумные существа растительного происхождения.
Диаметр Эндора составляет 4900 км. Расстояние до центра Галактики — 43 000 св. лет. В звёздной системе, в которой находится Эндор, два солнца.
Проблеме того, могли бы Эндор, а также спутник Явина, быть обитаемыми в настоящем мире, посвящена статья в The Daily Beast. Каковы были бы условия на Эндоре в реальности, рассматривается в отдельной главе книги «Наука Звёздных войн» — температура, уровень радиации, параметры вращения планеты и т. д.

## История

### Мультсериал

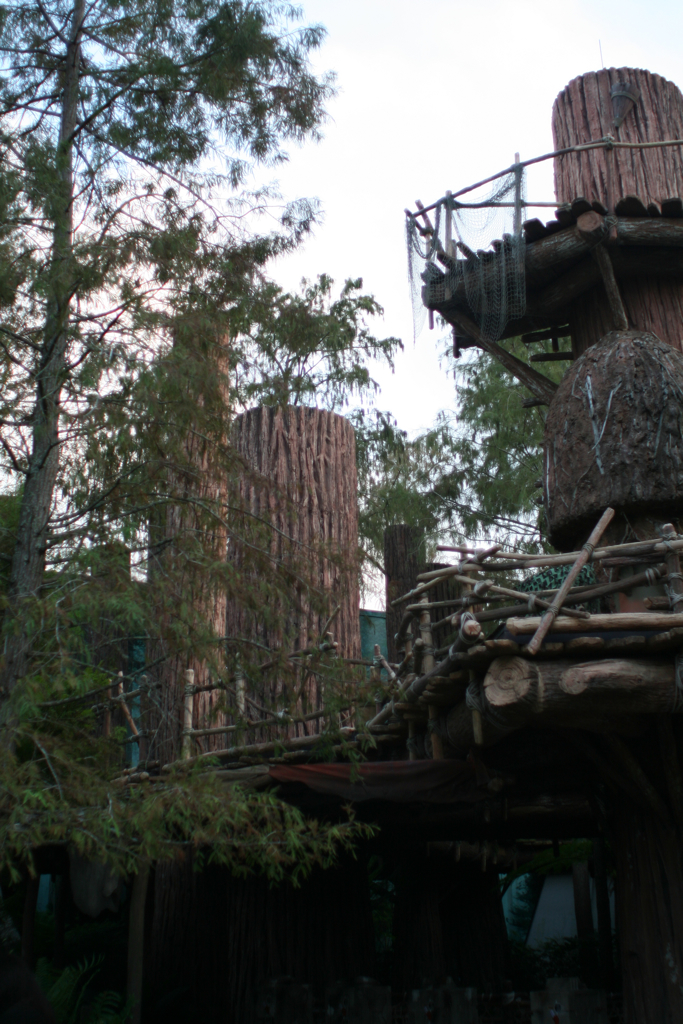
Деревня эвоков в Star Tours: The Adventures Continue (Диснейленд).

Действие в мультсериале разворачивается между событиями, произошедшими в пятом и шестом эпизодах «Звёздных войн». Главными героями сериала являются Уикет Уистри Уоррик вместе с его друзьями, тулгайская ведьма Мораг, а также племена дюлоков, соперничающие с эвоками.

### Караван смельчаков
События в фильме также происходят до истории, показанной в фильме «Звёздные войны. Эпизод VI: Возвращение джедая». По сюжету, на планете Эндор совершает вынужденную посадку шаттл семьи Товани. В фильме показана история борьбы эвоков с силами Империи.

### Битва за Эндор
Фильм является продолжением произведения «Приключения эвоков. Караван смельчаков». Действие фильма происходит на планете Эндор во время восстания (также между пятым и шестым эпизодами) и описывает борьбу эвоков с силами мародёров.

### Возвращение джедая
Группа повстанцев — Хан Соло, Люк Скайуокер, R2-D2 и C-3PO спускаются на поверхность Эндора и попадают в плен к эвокам. Однако затем они получают свободу, так как эвоки принимают C-3PO за божество и начинают поклоняться ему. К ним присоединяется принцесса Лея Органа, и повстанцы вместе с эвоками продолжают борьбу против Империи. Здесь разворачивается одно из важнейших событий всей истории вселенной Звёздных войн — Битва за Эндор.

## Влияние
В статье, опубликованной на сайте Гарвард-Смитсоновского центра астрофизики, Эндор наряду с Пандорой из вселенной «Аватара» назван одним из важнейших объектов научной фантастики. Образ двух экзолун (Эндора и Пандоры) часто используется в научной литературе, когда речь заходит о спутниках экзопланет и возможности зарождения жизни на них. В книге Элизабет Таскер «Фабрика планет: Экзопланеты и поиски второй Земли» глава, посвящённая возможному обнаружению экзолун, называется «В поисках Эндора».